# 1985-ös MotoGP-világbajnokság
Az 1985-ös MotoGP-világbajnokság volt a gyorsaságimotoros-világbajnokság 37. idénye. A vb-n négy géposztályban, 80, 125, 250 és 500 köbcentiméteres motorokkal versenyezhettek.

## Összefoglaló
A királykategóriában a két amerikai, Freddie Spencer és Eddie Lawson közelébe senki nem tudott kerülni, a tizenkét versenyből tízet ők nyertek meg. Végül Spencer végzett az első helyen, nyolc ponttal megelőzve Lawsont.
A negyedlitereseknél is Spencer diadalmaskodott, ugyancsak szoros küzdelemben, három ponttal megelőzve a német Anton Mangot.
A nyolcadliteresknél Fausto Gresini negyedik vb-címét szerezte zsinórban. A 80 köbcentimétereseknél Ángel Nieto 90., utolsó győzelmét szerezte. Ez akkoriban az örökranglista második helyére volt jó, ám azóta Valentino Rossi megelőzte őt.

## Versenynaptár
| #  | Verseny              | Helyszín     | 80 cm³ győztes    | 125 cm³ győztes    | 250 cm³ győztes | 500 cm³ győztes  | Összefoglaló |
| -- | -------------------- | ------------ | ----------------- | ------------------ | --------------- | ---------------- | ------------ |
| 1  | dél-afrikai nagydíj  | Kyalami      |                   |                    | Freddie Spencer | Eddie Lawson     | Összefoglaló |
| 2  | spanyol nagydíj      | Jarama       | Jorge Martínez    | Pier Paolo Bianchi | Carlos Lavado   | Freddie Spencer  | Összefoglaló |
| 3  | német nagydíj        | Hockenheim   | Stefan Dörflinger | August Auinger     | Martin Wimmer   | Christian Sarron | Összefoglaló |
| 4  | nemzetek nagydíja    | Mugello      | Jorge Martínez    | Pier Paolo Bianchi | Freddie Spencer | Freddie Spencer  | Összefoglaló |
| 5  | osztrák nagydíj      | Salzburgring |                   | Fausto Gresini     | Freddie Spencer | Freddie Spencer  | Összefoglaló |
| 6  | jugoszláv nagydíj    | Fiume        | Stefan Dörflinger |                    | Freddie Spencer | Eddie Lawson     | Összefoglaló |
| 7  | Holland TT           | Assen        | Gerd Kafka        | Pier Paolo Bianchi | Freddie Spencer | Randy Mamola     | Összefoglaló |
| 8  | belga nagydíj        | Spa          |                   | Fausto Gresini     | Freddie Spencer | Freddie Spencer  | Összefoglaló |
| 9  | francia nagydíj      | Le Mans      | Ángel Nieto       | Ezio Gianola       | Freddie Spencer | Freddie Spencer  | Összefoglaló |
| 10 | brit nagydíj         | Silverstone  |                   | August Auinger     | Anton Mang      | Freddie Spencer  | Összefoglaló |
| 11 | svéd nagydíj         | Anderstorp   |                   | August Auinger     | Anton Mang      | Freddie Spencer  | Összefoglaló |
| 12 | San Marinó-i nagydíj | Misano       | Jorge Martínez    | Fausto Gresini     | Carlos Lavado   | Eddie Lawson     | Összefoglaló |

## Az 500 cm³ végeredménye
| Poz. | Versenyző          | #  | Ország             | Motor               | Pont | Győzelem |
| ---- | ------------------ | -- | ------------------ | ------------------- | ---- | -------- |
| 1    | Freddie Spencer    | 4  | USA                | Rothmans-Honda      | 141  | 7        |
| 2    | Eddie Lawson       | 1  | USA                | Marlboro-Yamaha     | 133  | 3        |
| 3    | Christian Sarron   | 6  | Franciaország      | Gauloises-Yamaha    | 80   | 1        |
| 4    | Wayne Gardner      | 7  | Ausztrália         | Rothmans-Honda      | 73   |          |
| 5    | Ron Haslam         | 5  | Egyesült Királyság | Rothmans-Honda      | 73   |          |
| 6    | Randy Mamola       | 2  | USA                | Rothmans-Honda      | 72   | 1        |
| 7    | Raymond Roche      | 3  | Franciaország      | Marlboro-Yamaha     | 50   |          |
| 8    | Didier de Radiguès | 9  | Belgium            | Elf-Honda           | 47   |          |
| 9    | Rob McElnea        | 19 | Egyesült Királyság | Skoal Bandit-Suzuki | 20   |          |
| 10   | Boet van Dulmen    | 8  | Hollandia          | Toshiba-Honda       | 18   |          |

## A 250 cm³ végeredménye
| Poz. | Versenyző       | #  | Ország             | Motor      | Pont | Győzelem |
| ---- | --------------- | -- | ------------------ | ---------- | ---- | -------- |
| 1    | Freddie Spencer |    | USA                | Honda      | 127  | 7        |
| 2    | Anton Mang      | 5  | NSZK               | Honda      | 124  | 2        |
| 3    | Carlos Lavado   | 3  | Venezuela          | Yamaha     | 94   | 2        |
| 4    | Martin Wimmer   | 7  | NSZK               | Yamaha     | 69   | 1        |
| 5    | Fausto Ricci    | 16 | Olaszország        | Honda      | 50   |          |
| 6    | Loris Reggiani  | 9  | Olaszország        | Aprilia    | 44   |          |
| 7    | Alan Carter     | 9  | Egyesült Királyság | Honda      | 32   |          |
| 8    | Manfred Herweh  | 2  | NSZK               | Real-Rotax | 31   |          |
| 9    | Reinhold Roth   |    | NSZK               | Romer      | 29   |          |
| 10   | Jacques Cornu   | 6  | Svájc              | Honda      | 25   |          |

## A 125 cm³ végeredménye
| Poz. | Versenyző          | #  | Ország        | Motor   | Pont | Győzelem |
| ---- | ------------------ | -- | ------------- | ------- | ---- | -------- |
| 1    | Fausto Gresini     | 3  | Olaszország   | Garelli | 109  | 3        |
| 2    | Pier Paolo Bianchi |    | Olaszország   | MBA     | 99   | 3        |
| 3    | August Auinger     | 5  | Ausztria      | Monnet  | 78   | 3        |
| 4    | Ezio Gianola       |    | Olaszország   | Garelli | 77   | 1        |
| 5    | Bruno Kneubühler   | 10 | Svájc         | LCR     | 58   |          |
| 6    | Domenico Brigaglia |    | Olaszország   | MBA     | 45   |          |
| 7    | Jean-Claude Selini |    | Franciaország | MBA     | 36   |          |
| 8    | Jussi Hautaniemi   |    | Finnország    | MBA     | 26   |          |
| 9    | Lucio Pietroniro   |    | Belgium       | MBA     | 25   |          |
| 10   | Olivier Liegeois   |    | Belgium       | KLS     | 23   |          |

## A 80 cm³ végeredménye
| Poz. | Versenyző         | #  | Ország             | Motor   | Pont | Győzelem |
| ---- | ----------------- | -- | ------------------ | ------- | ---- | -------- |
| 1    | Stefan Dörflinger | 1  | Svájc              | Krauser | 86   | 2        |
| 2    | Jorge Martínez    | 4  | Spanyolország      | Derbi   | 67   | 3        |
| 3    | Gerd Kafka        |    | Ausztria           | Casal   | 48   | 1        |
| 4    | Manuel Herreros   |    | Spanyolország      | Derbi   | 45   |          |
| 5    | Gerhard Waibel    | 5  | NSZK               | Seel    | 35   |          |
| 6    | Ian McConnachie   |    | Egyesült Királyság | Krauser | 33   |          |
| 7    | Theo Timmer       | 10 | Hollandia          | Huvo    | 21   |          |
| 8    | Henk van Kessel   |    | Hollandia          | Huvo    | 18   |          |
| 9    | Angel Nieto       |    | Spanyolország      | Derbi   | 15   | 1        |
| 10   | Paul Rimmelzwaan  |    | Hollandia          | Casal   | 15   |          |